# Gare de Nanteuil-le-Haudouin
Gare de Nanteuil-le-Haudouin vasútállomás Franciaországban, Nanteuil-le-Haudouin településen.

## Vasútvonalak
Az állomást az alábbi vasútvonalak érintik:
- La Plain-Hirson-vasútvonal

## Kapcsolódó állomások
A vasútállomáshoz az alábbi állomások vannak a legközelebb:
- Gare du Plessis-Belleville (Paris Gare du Nord, Transilien Linie K)
- Gare d’Ormoy-Villers (Gare de Crépy-en-Valois, Transilien Linie K)